# Everybody's Dancin'
Everybody's Dancin' è il dodicesimo album in studio del gruppo musicale statunitense Kool & the Gang, pubblicato nel 1978.

## Tracce
Side 1
1. Everybody's Dancin' – 8:02
2. Dancin' Shoes – 3:54
3. Big Chief Funkum – 4:50

Side 2
1. I Like Music – 3:37
2. You Deserve a Break Today – 3:36
3. At the Party – 3:30
4. Stay Awhile – 4:43
5. It's All You Need – 3:13
6. Peace to the Universe – 0:33